# Чиров, Александр Викторович
Александр Викторович Чиров (21 мая 1933 — 3 июля 2016, Санкт-Петербург, Российская Федерация) — советский и российский кинооператор. Член Союза кинематографистов СССР (1965). Отличник кинематографии СССР (1978). Заслуженный работник культуры Российской Федерации (2009).

## Биография
Родился в семье рабочего.
В 1960 году окончил ВГИК (курс Бориса Волчека). В 1964 г. — заочную аспирантуру ВГИКа.
Более тридцати лет работал на киностудии «Ленфильм». В 1961 году снял свой первый фильм совместно с Вадимом Дербенёвым и Виктором Карасёвым — «Горизонт». Оператор-постановщик более чем в 20 фильмах. В 1964 году ему была присвоена высшая операторская категория. За съемки кинофильма «Государственный преступник» (1964) был награждён Почетной грамотой Комитета государственной безопасности при Совете Министров СССР.
С 1999 года до конца жизни являлся профессором Санкт-Петербургского государственного института кино и телевидения.

## Фильмография
- 1992 — Невеста из Парижа
- 1987 — Серебряные струны
- 1983 — Я тебя никогда не забуду
- 1982 — Сквозь огонь
- 1980 — Таинственный старик
- 1978 — След на земле
- 1976 — Меня это не касается
- 1975 — Шаг навстречу
- 1974 — Ещё не вечер
- 1973 — Я служу на границе
- 1972 — Учитель пения
- 1972 — Круг
- 1970 — Волшебная сила (киноальманах)
- 1969 — Князь Игорь
- 1968 — Снегурочка
- 1967 — Хроника пикирующего бомбардировщика
- 1966 — Не забудь… станция Луговая
- 1964 — Государственный преступник
- 1960 — Плохая примета (короткометражный)